# 세로아술산 (에콰도르)

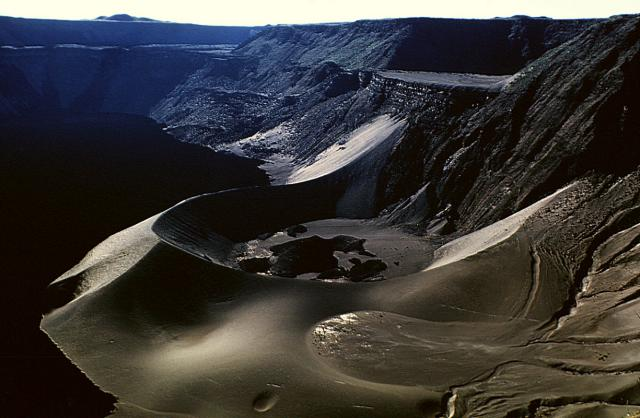

세로아술산(Cerro Azul)은 에콰도르 갈라파고스 제도의 이사벨라 섬 최남단에 자리잡고 있는 순상 화산으로 활화산이다. 이 화산은 정상에 칼데라가 있는 붕괴된 화산 중 하나이다. 최근에 분화하여 주민들을 긴장시키기도 하였다.